# شچوره
شچوره (به لهستانی:  Szczury) یک روستا در لهستان است که در گمینا اوستروف ویلکوپولسکی واقع شده‌است.